# 火星の太陽面通過 (冥王星)
冥王星における火星の太陽面通過（かせいのたいようめんつうか）とは、冥王星と太陽のちょうど間に火星が入り、太陽面を通過する天文現象である。
冥王星で惑星の太陽面通過が見られる頻度は、太陽系の惑星においてこれが見られる頻度に比べると低い。これは冥王星の軌道傾斜角が、太陽系の惑星と比較して大きいためである。冥王星で火星の太陽面通過が起こるのは、紀元前125000年から125000年の25万年間で883回である（同じ期間で、最も少ない回数である木星でも4962回起こる）。最も直近で起こったのは1934年10月5日である。次回は2183年1月13日に起こる。

## 太陽面通過の起こる日
日付は最大食の日付(UTC)。
| 年月日         | 最大食 |
| -------------- | ------ |
| 536年5月21日   | 07:55  |
| 1031年1月18日  | 23:16  |
| 1191年10月18日 | 15:07  |
| 1774年1月6日   | 13:40  |
| 1934年10月5日  | 08:24  |
| 2183年1月14日  | 03:35  |
| 2431年4月25日  | 14:38  |
| 2679年8月14日  | 19:55  |
| 2927年11月13日 | 18:00  |
| 3176年2月22日  | 12:28  |

## 同時太陽面通過
紀元前87416年12月23日に起こった火星の太陽面通過は、同時に地球の太陽面通過と月の太陽面通過も起こっていた。